# Segreteria di Stato per il territorio e l'ambiente
La Segreteria di Stato per il territorio e l'ambiente è l'organo di attuazione della politica ambientale della Repubblica di San Marino.
Il segretario di Stato per il Territorio, l'Ambiente, l'Agricoltura, la Protezione Civile e i Rapporti con l'A.A.S.L.P. per la XXI Legislatura è Matteo Ciacci